# Antonio Bichi

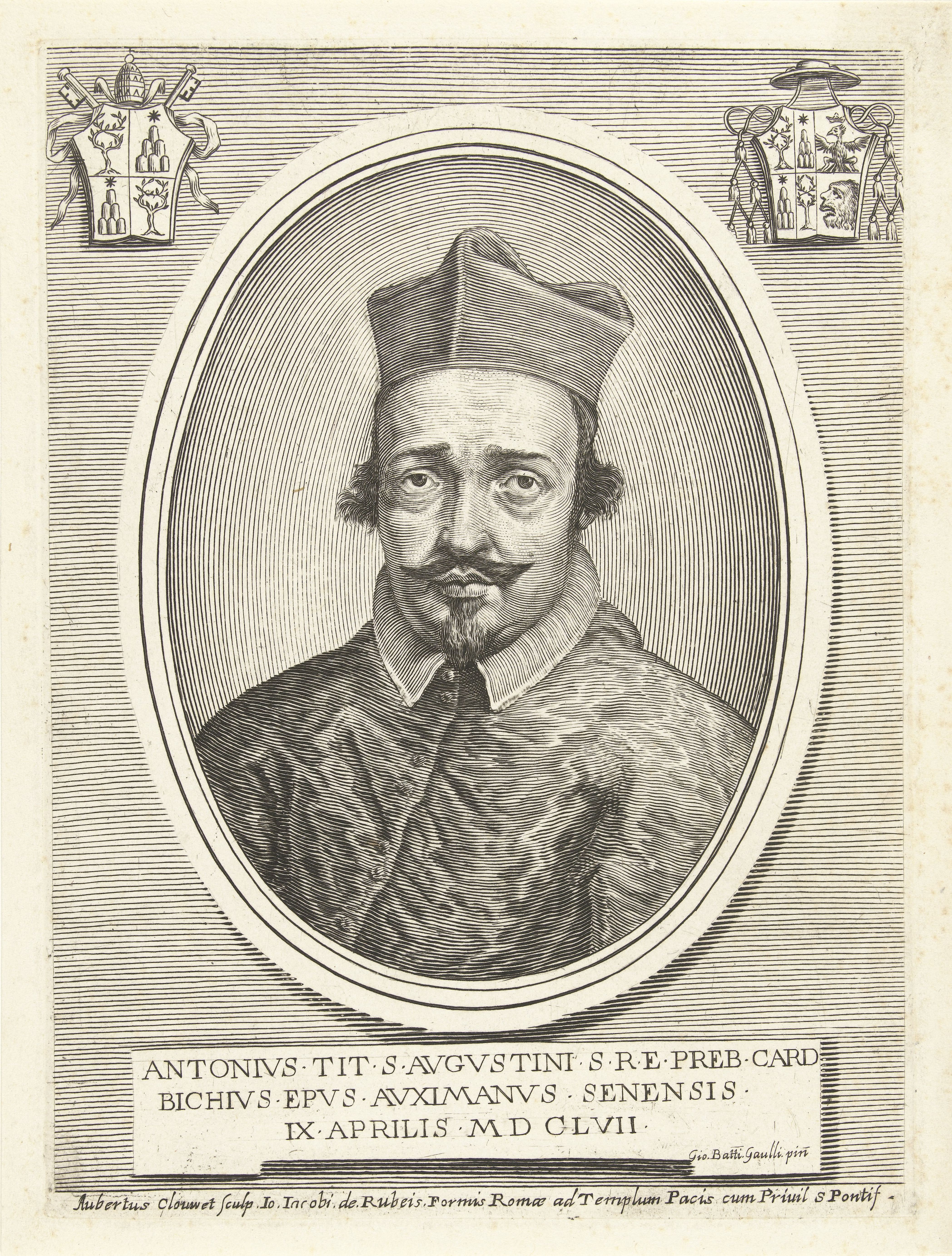
Antonio Kardinal Bichi (Stich von Albertus Clouwet, um 1665)

Antonio Bichi (* 30. März 1614 in Siena; † 21. Februar 1691 in Osimo) war ein italienischer Kardinal der Römischen Kirche und Bischof von Osimo.

## Leben
Er war der Sohn von Firmano Bichi und dessen Ehefrau Onorata Mignanelli, einer Halbschwester des späteren Papstes Alexander VII., Kardinal Fabio Chigi. Weitere Kardinäle aus derselben Familie waren Metello Bichi, Alessandro Bichi, Carlo Bichi und Vincenzo Bichi. Antonio Bichi studierte an der Universität Siena, wo er später als Professor der Rechte lehrte. Kardinal Chigi, sein Onkel, berief ihn als Uditore nach Rom, von wo aus er den Kardinal zu einer außerordentlichen Nuntiatur nach Köln begleitete. Danach war Antonio Bichi Internuntius im Burgund, um Herzog Karl von Lothringen zum Gehorsam dem Papst gegenüber zu verpflichten. Von 1642 bis 1652 war er Internuntius in Flandern.
Antonio Bichi wurde am 11. Dezember 1652 zum Bischof von Montalcino ernannt. Die Bischofsweihe spendete ihm am 8. Dezember 1652 in der Kirche Sant’Ignazio in Rom Kardinal Niccolò Albergati-Ludovisi, Mitkonsekratoren waren Ranuzio Scotti, ehemaliger Bischof von Borgo San Donnino, und Filippo Casoni, Bischof von Borgo San Donnino. Am 6. März 1656 wurde er auf den Bischofssitz von Osimo transferiert.
Papst Alexander VII. erhob Antonio Bichi im Konsistorium vom 9. April 1657 in pectore zum Kardinal, dies wurde im Konsistorium vom 10. November 1659 öffentlich bekanntgemacht. Den Kardinalshut und Sant’Agostino als Titelkirche empfing Antonio Bichi am 1. Dezember desselben Jahres. Vom 17. April 1662 bis 1667 war er Legat in Urbino. Als Kardinal nahm er am Konklave 1667 teil, das Papst Clemens IX. wählte. Am 14. November 1667 optierte er zur Titelkirche Santa Maria degli Angeli. Antonio Bichi war Teilnehmer am Konklave 1669–1670, aus dem Clemens X. als Papst hervorging. Er nahm ferner am Konklave 1676 teil, bei dem Innozenz XI. zum Papst gewählt wurde. Am 3. März 1687 optierte er für die Kardinalsklasse der Kardinalbischöfe und für das suburbikarische Bistum Palestrina, hatte jedoch weiterhin den Bischofssitz von Osimo inne. Auch beim Konklave 1689 war er anwesend, als Alexander VIII. zum Papst gewählt wurde.
Als zuständiger Ortsbischof wurde er mit der Einleitung des Seligsprechungsverfahrens für den in Osimo verstorbenen Josef von Copertino betraut, das 1753 abgeschlossen wurde.
Am Konklave 1691 konnte Antonio Bichi nicht mehr teilnehmen, er starb noch während der Sedisvakanz und wurde in der Kathedrale von Osimo beigesetzt.